# 核破
核破（英語：Damage）是DC漫畫旗下的虛構超级英雄，已有兩名角色使用過該名號。
零時危機期間，初代核破葛蘭·阿爾伯特·艾默生（Grant Albert Emerson）首次登場於《核破》#1（1994年4月），由作家湯姆·喬伊納和藝術家比爾·馬里蒙（Bill Marimon）所創作；該角是初代原子俠艾爾·普拉特的兒子，也曾是少年泰坦、自由鬥士、美國正義協會的成員。第二代核破小伊森·艾佛里（Ethan Avery Jr.）於《核破》（第二卷）#1（2018年3月）登場，為「DC英雄新紀元」系列之一。

## 歷史
初代核破首次登場於《核破》#1（1994年4月），由作家湯姆·喬伊納和藝術家比爾·馬里蒙（Bill Marimon）所創作。
2018年，DC引入了新版本的核破，該角首次登場於《核破》第二卷#1（2018年3月），為「DC英雄新紀元」系列之一，由作家羅伯特·范蒂迪和藝術家東尼·丹尼爾創作。評論家常將第二代核破拿來與漫威漫畫的浩克作比較。

## 人物

### 葛蘭·艾默生
高中生葛蘭·艾默生（Grant Emerson）隨父母移居到亞特蘭大郊區的新家。由於父母為西姆利斯公司（Symbolix Corporation）工作，所以經常搬家，讓葛蘭難以交到同齡的朋友。在他的新學校，葛蘭突然發現自己是個超人類，擁有超凡的力量和爆破的能力而開始成為一名超級英雄「核破」。
核破曾為了一名同學的謀殺案而暫時離開加入的團隊——少年泰坦，但之後在泰坦重組時又回歸。當葛蘭發現自己是初代原子俠艾爾·普拉特及其妻子瑪麗（Mary）的兒子後，他離開泰坦而被迫改以地下活動。核破在之後也曾與自由鬥士和美國正義協會共事過。在《極黑之夜》事件中，死去的核破成為了黑燈軍團的成員；但仍保有自我意識的他為了消滅其他黑燈而犧牲了自己（麥可·霍特認為核破的爆炸未必殺了他，代表他可能還活著），但他的犧牲也使來自地球-2的露薏絲·蓮恩可以讓已故的丈夫復活。《極黑之夜》過後，包括美國正義協會在內的英雄們參加了核破的葬禮。柔道大師決定利用他的遺產來為葛蘭所造成的附帶損害的受害者匿名提供幾筆救濟金。
在《末日時鐘》中，當曼哈頓博士撤消抹去美國正義協會和超级英雄军团的實驗時，核破的身影出現在美國正義協會之中。

### 伊森·艾佛里

《核破》（第二卷）#1（2018年3月）封面上的核破，由東尼·丹尼爾、丹尼·米基（Danny Miki）和托莫·莫雷（Tomeu Morey）繪製。

伊森·艾佛里（Ethan Avery）在亞特蘭大長大，崇拜超人和閃電俠的他為了成為英雄而加入了美國陸軍。伊森在阿富汗的一次行動中贏得了卓越的聲譽；回國後，他自願接受「核破」計劃，該實驗了賦予伊森超能力。受到核破血清的影響，使伊森每天變成一個體型巨大的龐然大物「核破」。之後，伊森持續以核破的身份在世界各地執行破壞任務，且每次都能徹底消滅敵對部隊；雖然長官都會告訴伊森，核破的所在所為對我方是有利的存在，但伊森仍開始懷疑自己扮演的角色（因他不會記得自己做過的事），最後認定這種惡意和野蠻殺戮的行徑並非正義。
在一次任務中，伊森因患有基因缺陷而被運回洞穴中。在前往洞穴的途中，伊森變成了核破並從運送自己的飛機上衝出來，降落在亞特蘭大並橫衝直撞。在亞特蘭大發生事件的第二天，伊森在一個流浪漢庇護所中醒來，並看見自己以核破的樣子橫衝直撞的新聞。感到震驚的他想讓自己平靜下來，但他的位置很快地被第十一特遣隊（Task Force XI，由包含死亡射手、哈莉·奎茵、寄生魔等自殺小隊部分的成員所組成）追蹤到並打算捉捕伊森。伊森試圖阻止他們進攻時，寄生魔搶先對他下手，但對方卻因吸收自己過多能量而崩潰；伊森變成了核破並輕鬆地擊敗了第十一特遣隊。這時，神力女超人現身並要第十一特遣隊撤退，以讓她獨自面對核破。
在雙方展開勢均力敵的激戰期間，神力女超人試圖用真言套索束縛他，但卻發現了眼前的怪物的真面目竟是個男人。掙脫後，核破再次襲擊了對方，並在變身時限結束前離開現場。神力女超人隨後向正義聯盟通報此事，蝙蝠俠承諾會持續對其起源進行調查。第二天早上，伊森在一家咖啡店裡看到自己與神力女超人交戰的消息後，他決定離開這座城市。

## 能力
葛蘭·艾默生的核破能藉由自行產生的能量來強化自己的力量、耐久力、速度和反應，以及釋放爆破攻擊。但如果他不以上述方式使用能量，則會被迫將其消耗於釋放上，最知名的是在《零時：時間危機！》中發起一個大爆炸（這也要歸功於綠燈俠、射線、光波骑手將百烈煞的能量轉換成他能掌握的東西）。在《少年正義聯盟：青春原罪》（Young Justice: Sins of Youth）中，他藉由曾向地面發射能量來進行「長距離飛躍」。
伊森·艾佛里版本的核破是個笨重的巨大怪物，每次有著持續一個小時的變身時限。在此狀態下，他具有極強的力量，能跨越很長的距離，足以與所羅門·格蘭迪、神力女超人的實力媲美。核破也提升了他的身體耐力，能抵擋刀刃、子彈、火箭砲，以及能從數百英尺高空墜落也不會受傷。除了他的能力限制外，他的能力還有一個副作用，那就是讓伊森養成了雙重人格。

## 外部連結
- Damage at DCU Guide